# Trail national Côte d'Opale
Pour les articles homonymes, voir TCO.
Le trail national Côte d'Opale, parfois appelé TCO, est la course de nature la plus importante de la Côte d'Opale, dans la région des Hauts-de-France. Le trail national Côte dʼOpale fait partie du Trail Tour National qui dépend de la Fédération française d’athlétisme (FFA).
La compétition sportive se déroule chaque année le week-end de la deuxième semaine de septembre. 
En 2024, la compétition se déroule les 7 et 8 septembre 2024.

## Historique
C'est en participant à l'Ultra-Trail du Mont-Blanc que Franck Viandier, habitant près du grand site des Deux Caps, décide, en 2006, de créer le trail national Côte d'Opale.

## Parcours
L'épreuve de 62 kilomètres traverse deux sites d'exception : le cap Blanc-Nez et le cap Gris-Nez qui forment le grand site des Deux Caps, labellisé Grand Site de France depuis 2011 ; ainsi que les communes : d'Ambleteuse, d'Audinghen, d'Audresselles, d'Escalles, d'Hervelinghen, de Sangatte, de Tardinghen, de Wimereux et de Wissant.

## Participation
Dans le cadre de la protection de l'environnement et de la sécurité, le nombre maximum de participants est fixé en lien avec le Conservatoire du Littoral et la direction départementale des Territoires et de la Mer (DDTM).
La première édition de 2006 accueille 1 200 participants.
En 2018, sur les huit courses programmées (de 7 à 62 km) 26 % des 7 000 participants viennent de l’étranger et de 36 nations sont représentées.
2023 est la première édition dans laquelle se déroule une course de 80 kilomètres. 

## Palmarès (depuis 2009)
2009 :
- Thierry Breuil / Maud Giraud
- Romuald De Paepe / Aurélia Truel
- Franck Mantel / Anne Valéro

2010 :
- Thierry Breuil / Laurence Klein
- Patrick Bringer / Maud Giraud
- Erik Clavery / Aurélia Truel

2011 :
- Thierry Breuil / Aurélia Truel
- Romuald De Paepe / Sandrine Motto Ross
- Frédéric Lejeune / Sophie Buy

2012 :
- Sylvain Court / Fiona Porte
- Jean-Jacques Moros / Anne-Sophie Austrui
- Romuald De Paepe / Karine Mansard

2013 :
- Thierry Breuil / Sophie Gagnon
- Jérémy Pignard
- Romuald De Paepe

2014 :
- Jonathan Duhail / Badia El Hariri
- Romuald De Paepe / Christiane Lacombe
- Nicolas Duhail / Carole Juszczak

2015 :
- Thierry Breuil / Aurore Canino
- Damien Douvry / Séverin Rabeuf
- Laurent Sleghem / Florence Klein

## Pour approfondir